# Tobacco Industry (film 1911)
Tobacco Industry è un cortometraggio muto del 1911 prodotto dalla Lubin Manufacturing Company. Il nome del regista non viene riportato nei credit del documentario.

## Produzione
Il film fu prodotto dalla Lubin Manufacturing Company.

## Distribuzione
Distribuito dalla General Film Company, il film - un cortometraggio di 50 metri - uscì nelle sale statunitensi il 21 ottobre 1911. Il film è stato distribuito utilizzando il sistema dello split reel assieme alle commedie Willie's Conscience e Her Exclusive Hat, anch'esse prodotte dalla Lubin